# Ochsenkopfschanzen
Ochsenkopfschanzen, oficjalnie znana jako Ochsenkopf-Schanzenarena – kompleks skoczni narciarskich znajdujący się w niemieckiej miejscowości Bischofsgrün. W jego skład wchodzą trzy skocznie o punktach konstrukcyjnych K64, K30 i K15. Główna skocznia była przebudowywana w 1975 r. oraz w latach 2000–2007. Najmniejszą skocznię dobudowano w 2009 r., zaś drugą pod względem wielkości w 2015. 
Rekordzistą średniego obiektu jest niemiecki skoczek narciarski Patrick Kaiser, który w 2009 r. uzyskał 73,5 metra.

## Parametry skoczni średniej
- Punkt konstrukcyjny: 64 m
- Wielkość skoczni (HS): 71 m
- Punkt sędziowski: 71 m
- Rekord skoczni: 73,5 m -  Patrick Kaiser (30.08.2009)
- Długość rozbiegu: 66,40 m
- Nachylenie progu: 35°
- Wysokość progu: 1,60 m
- Nachylenie zeskoku: 33,35°
- Średnia prędkość na rozbiegu: ok. 77 km/h